# Elatophilus nigricornis
Elatophilus nigricornis är en insektsart som först beskrevs av Zetterstedt 1838.  Elatophilus nigricornis ingår i släktet Elatophilus, och familjen näbbskinnbaggar. Arten är reproducerande i Sverige.